# Tomosvaryella brachyscolops
Tomosvaryella brachyscolops är en tvåvingeart som beskrevs av Hardy 1961. Tomosvaryella brachyscolops ingår i släktet Tomosvaryella och familjen ögonflugor.
Artens utbredningsområde är Kongo. Inga underarter finns listade i Catalogue of Life.